# Bodenfahrwerk
Ein Bodenfahrwerk (auch „fahrwerkloses Start- und Landekonzept“) ist ein mit dem Erdboden verbundenes Fahrwerk, auf dem ein Flugzeug ohne eigenes Fahrwerk starten und landen kann. Die technische Umsetzbarkeit von Bodenfahrwerken wird derzeit von zwei Forschungsgruppen untersucht. Im Jahr 2013 hat die IATA die Technologie in ihre „Technology Roadmap“ aufgenommen, Airbus verfolgt sie als Teil seiner „Future by Airbus“-Strategie.

## Vorteile und Funktionsweise
Das Fahrwerk und damit verbundene Konstruktionen/Systeme machen 6 bis 15 Prozent des Gewichts eines Flugzeugs aus. Benötigt wird es jedoch nur am Boden für Start und Landung sowie für das Rollen und Parken des Flugzeugs. Während des Reiseflugs wird es als ungenutzte Masse mitgeführt. Ein Flugzeug ohne Fahrwerk könnte daher beim Flug 8 bis 20 Prozent weniger Kerosin benötigen. Fahrwerke sind darüber hinaus eines der teuersten Flugzeugsysteme und aufwendig im Betrieb und in der Wartung. Schließlich entsteht weniger Lärm, wenn der Luftwiderstand der Fahrwerke entfällt und beim Rollen die Triebwerke ausgeschaltet bleiben können.
Mit einem Bodenfahrwerk kann ein Flugzeug starten und landen, ohne ein eigenes Fahrwerk mitzuführen. Stattdessen wird die Start- und Landebahn mit einem Bodenfahrwerk ausgestattet und das Flugzeug mit entsprechenden Schnittstellen ausgerüstet.
Jeder angeflogene Flughafen muss dafür mindestens ein Bodenfahrwerk besitzen. Darüber hinaus müssen Ausweichflughäfen bereitstehen, falls ein Flughafen wegen schlechten Wetters oder eines Systemausfalls nicht angeflogen werden kann. Bei Notlandungen außerhalb von Landebahnen können ungeeignete Bodenbeläge oder unbefestigter Boden die hohe Flächenlast der Räder nicht aufnehmen. Daher wird das Fahrwerk von schweren Langstreckenflugzeugen bei Notlandungen auf ungeeignetem Untergrund oft ohnehin nicht ausgefahren, da es sonst erst einsinken und dann einknicken oder abbrechen würde.

## Verwandte Konzepte
Vorläufer des Bodenfahrwerks ist das Abwurffahrwerk, bei dem das Flugzeug auf einem „Startschlitten“ abhebt, diesen dann abwirft und schließlich auf Kufen landet. Es kam bei frühen Modellen der Messerschmitt Me 163 „Komet“ und der Arado Ar 234 „Blitz“ in der Version A-0 zum Einsatz. Das in den 1950er Jahren gebaute Segelflugzeug Schleicher Ka 1 hatte ebenfalls ein Abwurffahrwerk. Eine Sea Vampire Mk.21 landete versuchsweise mit eingezogenem Fahrwerk auf einem mit Gummi ausgelegten Deck eines Flugzeugträgers.
Die Idee des Bodenfahrwerks ist schließlich verwandt mit der des Flugzeugkatapults, insbesondere mit dem in Entwicklung befindlichen Electromagnetic Aircraft Launch System.

## GroLaS
„GroLaS“ (Ground-based Landing gear System) ist ein seit 2008 von einem Hamburger Unternehmen in Kooperation mit der Technischen Universität Hamburg-Harburg und dem Deutschen Zentrum für Luft- und Raumfahrt entwickeltes Bodenfahrwerkssystem. Derzeit ist die Konstruktion eines Prototyps in Planung, das System soll 2035 einsatzbereit sein. Im Fokus der GroLaS-Projektstudie stehen zunächst Langstreckenfrachtflugzeuge. Bei einer Einführung des Systems sollen zunächst die weltweit wichtigsten Frachtflughäfen und entsprechende Ausweichflughäfen ausgestattet werden. Die Kosten der Ausstattung eines Flughafens werden mit 500 Millionen Euro angegeben. GroLaS ist in Europa, den USA und in China patentiert. Ein 2013 hergestelltes Modell im Maßstab 1:87 wurde auf der Internationalen Luft- und Raumfahrtausstellung Berlin 2014 ausgestellt.
Es besteht aus einem Schlitten, der mittels elektromagnetischer Antriebe beiderseits der Start- und Landebahn beschleunigt und verzögert wird. So kann die konventionelle Landebahn erhalten bleiben. Bei der Landung beschleunigt der Schlitten vor dem Aufsetzen auf die Landegeschwindigkeit des Flugzeugs und passt seine Position dem Flugzeug selbstständig an. Im Schlitten befindliche Stützen klinken in entsprechende Schnittstellen im Flugzeug ein. Start und Landung sind aufgrund einer Gierwinkelanpassung so auch weniger anfällig für Seitenwinde. Die Bremsenergie wird in elektrischen Strom umgewandelt, mit dem beim Start die Triebwerke unterstützt werden. Der Bremsweg wird so verkürzt, es ist kein Umkehrschub erforderlich. Zum Rollen kann der Schlitten ausgeklinkt werden.

## GABRIEL
„GABRIEL“ („Integrated Ground and on-Board system for Support of the Aircraft Safe Take-off and Landing“) ist ein seit 2011 von einem Konsortium mehrerer europäischer Universitäten betriebenes Forschungsprojekt zur Entwicklung eines Bodenfahrwerksystems.
Das vorgeschlagene Bodenfahrwerk bewegt sich auf einer eigenen elektromagnetischen Bahn und nicht auf einer konventionellen Start- und Landebahn. Die Stützen zum Andocken an den Schlitten befinden sich hier weiterhin im Flugzeug. Der Schlitten wird hier ebenfalls zum Rollen ausgeklinkt und hat einen eigenen elektrischen Antrieb.